# Trutgadden
Trutgadden är en ö nära Stenskär i Nagu,  Finland.   Den ligger i Pargas stad i den ekonomiska regionen  Åboland  och landskapet Egentliga Finland. Ön ligger omkring 4 kilometer sydost om Stenskär, omkring 19 kilometer sydost om Nagu kyrka,  47 kilometer söder om Åbo och 160 km väster om Helsingfors. Närmaste allmänna förbindelse är förbindelsebryggan vid Stenskär som trafikeras av M/S Nordep och M/S Cheri.